# نفرکارع تررو
نفرکارع تِرِرو به گمانی یکی از فرعون‌های دودمان هشتم مصر در دوره نخست میانی مصر بوده است. تنها منبعی از مصر کهن که نام او را در بر دارد، فهرست پادشاهان ابیدوس است. نام او ۴۹امین نام پادشاهی قرار گرفته در این فهرست است. نام او به معنای «رع شکرگزار کا است» می‌باشد. نام او در هیچ سند یا سازهٔ معاصر نیامده است.